# Klinamen
Klinamen (engelska: clinamen) är en term från Lucretius Om tingens natur och är det latinska namnet han gav till den oförutsägbara svängningen av atomer, för att försvara Epikuros atomism. På modernt språk har det mer allmänt kommit att betyda en böjelse eller en partiskhet.

## Epikurism
Enligt Lucretius sker den oförutsägbara svängningen "på ingen fast plats eller tidpunkt":
När atomer rör sig rakt ner genom tomrummet av sin egen vikt, böjer de sig lite i rymden vid en ganska osäker tidpunkt och på osäkra platser, precis så mycket att man kan säga att deras rörelse har förändrats. Men om de inte hade för vana att svänga, skulle de alla falla rakt ner genom tomrummets djup, som regndroppar, och ingen kollision skulle inträffa, inte heller skulle det bli något slag mellan atomerna. I så fall skulle naturen aldrig ha producerat något.
Denna avvikelse ger, enligt Lucretius, den "fria vilja som levande varelser över hela världen har".Lucretius anger aldrig den primära orsaken till avböjningarna.

## Modern användning
I Difference and Repetition från 1968 använder Gilles Deleuze termen i sin beskrivning av "multipliciteter". Dessutom har andra franska författare som Simone de Beauvoir, Jacques Lacan, Jacques Derrida, Jean-Luc Nancy, Alain Badiou, Louis Althusser, och i Michel Serres  i stor utsträckning använt ordet "klinamen" i sina skrifter, om än med mycket olika betydelser.
Lucretius koncept är centralt i boken The Swerve: How the World Became Modern, skriven av Stephen Greenblatt.
"Klinamen" definieras av Alfred Jarry i kapitel 33 i hans Exploits and Opinions of Dr. Faustroll, Pataphysician. Begreppet figurerade senare i den imaginära vetenskapen av den Jarry-inspirerade College of Pataphysics, särskilt i den patafysiska kalendern och den experimentella litteraturen av OuLiPo. Klinamen är ett motiv i Rodney Grahams konstnärliga praktik.
Klinamen är också en term som används i systemteori tillämpad på biologi.